# Aperuit illis

Aperuit illis est une lettre apostolique en forme de motu proprio du souverain pontife François par laquelle est institué le dimanche de la Parole de Dieu, publiée le 30 septembre 2019.
Elle fait suite à une demande du pape lors du Jubilé de la Miséricorde, célébré lors de l'Année sainte extraordinaire de 2015-2016 pour que l'on pense à « un dimanche entièrement consacré à la Parole de Dieu, pour comprendre l’inépuisable richesse qui provient de ce dialogue constant de Dieu avec son peuple ».
Le pape François établit donc que le IIIe dimanche du temps ordinaire soit consacré à la célébration, à la réflexion et à la proclamation de la Parole de Dieu. Ce dimanche de la Parole de Dieu viendra se situer à un moment opportun de cette période de l’année, où nous sommes invités à renforcer les liens avec la communauté juive et à prier pour l’unité des chrétiens .

## Quelques idées forces
Ce texte s'inscrit dans une tradition qui le précède : l'épisode des disciples d'Emmaüs (Lc 24), Jérôme patron des biblistes, Vatican II, Benoît XVI.
L'écoute de la Parole de Dieu est une base pour renforcer l'unité des chrétiens et les liens avec la communauté juive :
« célébrer le Dimanche de la Parole de Dieu exprime une valeur œcuménique, parce que l’Écriture Sainte indique à ceux qui se mettent à l’écoute le chemin à suivre pour parvenir à une unité authentique et solide. »
— Pape François, Aperuit illis §3
Ce document est un pas de plus dans la réforme de l'Église institution :
« La Bible ne peut pas être seulement le patrimoine de quelques-uns et encore moins une collection de livres pour quelques privilégiés. ... La Bible est le livre du peuple du Seigneur qui, dans son écoute, passe de la dispersion et de la division à l’unité. La Parole de Dieu unit les croyants et les rend un seul peuple. »
— Pape François, Aperuit illis §4
« Le lien entre l’Écriture Sainte et la foi des croyants est profond. Puisque la foi provient de l’écoute et que l’écoute est centrée sur la parole du Christ (cf. Rm 10, 17), l’invitation qui en découle est l’urgence et l’importance que les croyants doivent réserver à l’écoute de la Parole du Seigneur, tant dans l’action liturgique que dans la prière et la réflexion personnelle. »
— Pape François, Aperuit illis §7
« L’action de l’Esprit Saint ne concerne pas seulement la formation de l’Écriture Sainte, mais agit aussi chez ceux qui se mettent à l’écoute de la Parole de Dieu. »
— Pape François, Aperuit illis §10
« Écouter les Saintes Écritures pour pratiquer la miséricorde : c’est un grand défi pour notre vie. La Parole de Dieu est en mesure d’ouvrir nos yeux pour nous permettre de sortir de l’individualisme qui conduit à l’asphyxie et à la stérilité tout en ouvrant grand la voie du partage et de la solidarité. »
— Pape François, Aperuit illis §13